# Strafford (New Hampshire)
Strafford è un comune degli Stati Uniti d'America facente parte della contea omonima nello stato del New Hampshire.